# Horshamosaurus
Horshamosaurus („ještěr z Horsham Museum“) byl obrněný, pravděpodobně nodosauridní dinosaurus, dlouhý asi 5 metrů. Žil v období spodní křídy (věk barrem, asi před 130 až 125 miliony let) na území dnešní jižní Anglie (Západní Sussex).

## Historie
Fosilie tohoto ankylosaurního dinosaura (holotyp s označením HORSM 1988.1546) byly objeveny v roce 1985 v lomu u města Rudgwick. Po roce 1988 byly vystaveny ve veřejné expozici a označeny jako fosilie rodu Iguanodon. Teprve v roce 1996 je neurolog a amatérský paleontolog William T. Blows označil jako fosilie obrněného dinosaura, kterého nazval Polacanthus rudgwickensis. V roce 2015 pak Blows usoudil, že se jedná o samostatný rod a přejmenoval jej jako novou kombinaci Horshamosaurus rudgwickensis.

## Zařazení
Horshamosaurus byl zřejmě zástupcem čeledi Nodosauridae (nebo možná Polacanthidae) v rámci kladu Ankylosauria.